# Ghazi-These
Die Ghazi-These ist ein in den 1930er-Jahren entwickeltes Modell des Orientalisten Paul Wittek zur Erklärung der Frühgeschichte des Osmanischen Reiches. Die frühen osmanischen Fürsten seien von einem speziellen religiösen Eifer getrieben worden, ihre christlichen Nachbarn mit Krieg zu überziehen. Dieser Ethos sei die gesamte Geschichte des Osmanischen Reiches von seinem Beginn bis zu dessen Auflösung latent gewesen. Nach langjähriger Dominanz wird die Ghazi-These seit den 1980er-Jahren in Frage gestellt.

## Inhalt
Wittek fasste seine Ergebnisse in drei Gastvorlesungen zusammen, die er im Jahre 1938 an der Royal Asiatic Society zu London hielt. Aus der Vortragsreihe entstand das viel beachtete Buch The rise of the Ottoman empire.
Wittek entwickelt seine These in Abgrenzung von der osmanischen Überlieferung. Im 16. Jahrhundert waren die offizielle Historiographen bemüht, die ersten osmanischen Fürsten in die Abstammung zu teils legendären Vorfahren wie Oghuz Khan einzuordnen. Wegen der Legendenhaftigkeit dieser Stammbäume verwirft Wittek den Gedanken völlig, dass sich die Osmanen aus einer Stammeskultur entwickelt haben.
Anstelle von Bluts- und Familienverhältnissen seien die frühen Osmanen durch den Eifer zusammengehalten worden, den Kampf mit Nicht-Muslimen aufzunehmen.

“they were a community of Ghazis, of champions of the Mohammedan religion; a community of Moslem march-warriors, devoted to the struggle with the infidels in their neighbourhood.”

Der Ghazi-Ethos sei vor allem religiös motiviert, trage aber auch rassische Züge.
Unter dem Paradigma des Ghazi-Ethos erzählt Wittek die frühe Geschichte des osmanischen Reiches ausführlich von den Beginnen der Beylikzeit bis zur Eroberung Konstantinopels. Zudem deutet er an, dass der Ghazi-Ethos nie aufgehört habe zu wirken, und dass mit diesem Modell auch der jüngste Niedergang des Osmanischen Reiches um 1920 erklärt werden könne.

## Historiographie und Kritik
Nachdem sie über mehr als 50 Jahre in der Geschichtswissenschaft akzeptiert war, wird die Ghazi-These seit den 1980er-Jahren wieder kontrovers diskutiert.
Mehrfach wurde dabei auf Witteks Umgang mit den Quellen verwiesen. Lowry hat gezeigt, dass Wittek die Inschrift von der Moschee in Bursa falsch zitiert hat. Auch bei der angeführten Chronik hat Wittek die Intention des Autors übersehen, nämlich die osmanische Geschichte eben nicht faktisch, sondern rühmend, als Abfolge von Religionskriegen darzustellen. Zudem hatte das Wort „Ghazi“ unter Zeitgenossen viel mehr Bedeutungen als nur „heiliger Krieger“. Tatsächlich scheint die Bedeutung des „Plünderers“ überwogen zu haben.
Rudi Lindner hat mit seiner Nomadenthese eine Alternative zur Ghazi-These vorgeschlagen. Die frühen Osmanen seien keine hoch ideologisierte Gemeinschaft, sondern ein Stammesverband gewesen. Dieser sei – anders als heutige Stammesgesellschaften – jedoch nicht durch Bluts- und Familienbeziehungen gebildet worden, sondern habe auf geteilten Interessen, wie etwa den Bedürfnissen nach Weideland und Kriegsbeute, beruht.